# Мийзакюла
Мийзакюла (ест. Mõisaküla) — місто в південно-західній частині Естонії, у волості Мулґі повіту Вільяндімаа.

## Населення
| 1938 | 2000 | 2001 | 2002 | 2003 | 2004 | 2005 | 2006 | 2007 | 2008 | 2009 | 2010 | 2011 | 2012 | 2015 | 2016 | 2017 |
| ---- | ---- | ---- | ---- | ---- | ---- | ---- | ---- | ---- | ---- | ---- | ---- | ---- | ---- | ---- | ---- | ---- |
| 2421 | 1169 | 1149 | 1135 | 1120 | 1102 | 1091 | 1073 | 1051 | 1040 | 967  | 958  | 880  | 839  | 789  | 790  | 762  |

## Історія
Населений пункт отримав статус міста 1 травня 1938 року. 
До жовтня 2017 року Мийзакюла було міським муніципалітетом. З 24 жовтня 2017 року, після оголошення результатів виборів в органи місцевого самоврядування і офіційного утворення волості Мулґі, місто Мийзакюла, як складова частина новоствореного самоврядування, втратило статус муніципалітету.

## Відомі уродженці
- Адалбертс Бубенко — латвійський легкоатлет, призер Олімпійських ігор 1936.
- Юрі Кукк — естонський і радянський вчений-хімік, дисидент, політв'язень.
- Арнольд Лухаяер (Arnold Luhaäär) — олімпійський призер з важкої атлетики, медалі Лухаяера знаходяться в музеї Мийзакюла.

## Економіка
Є Мийзакюласький машинобудівний завод (наступник мийзакюласької філії «Таллекса»).